# Phasmahyla timbo
Espèce
Statut de conservation UICN

 DD  : Données insuffisantes
Phasmahyla timbo est une espèce d'amphibiens de la famille des Phyllomedusidae.

## Répartition
Cette espèce est endémique de l'État de Bahia au Brésil. Elle se rencontre à Amargosa vers 800 m d'altitude dans la serra do Timbó.

## Description
Les mâles mesurent de 32,4 à 35,8 mm.

## Étymologie
Son nom d'espèce lui a été donné en référence au lieu de sa découverte, la serra do Timbó.

## Publication originale
- Cruz, Napoli & Fonseca, 2008 : A New Species of Phasmahyla Cruz, 1990 (Anura: Hylidae) from the State of Bahia, Brazil. South American Journal of Herpetology, vol. 3, no 3, p. 187-195 (texte intégral).